# Opus craticium

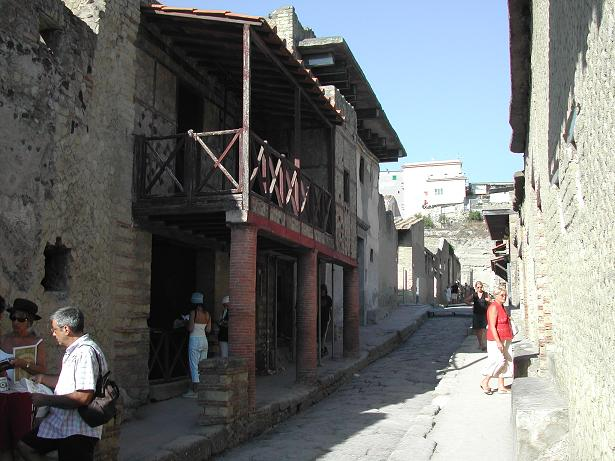
Façade de la maison en opus graticium à Herculanum.

L’opus craticium (du latin craticius : « formé d'une claie, d'une grille, d'un treillis ») est une technique de construction de mur de l'époque romaine que l'on rapproche du pan de bois. Opus craticium désigne un clayonnage hourdé.

## Origine
Pendant longtemps, ce type d'ouvrage n'a été connu que par la description donnée par Vitruve, comme un quadrillage de montants (nommés arrectaria) et de traverses en bois, rempli de mortier et recouvert d'enduit. Ces murs destinés au montage de cloisons légères et rapides à construire présentent selon Vitruve l'inconvénient du jeu du bois par suite de son dessèchement, ou au contraire de son gonflement ou son pourrissement en cas d'humidité, qui provoque la fissuration des enduits. Vitruve voit aussi un risque d'incendie dans l'utilisation du bois. La ville de Pompéi fournit des exemples de cette technique de construction.
L'usage de ce procédé pour les murs des étages supérieurs et leur fragilité a entraîné leur disparition générale sur les sites antiques en ruines. Les fouilles d'Herculanum à partir de 1927 ont mis au jour une maison dite casa a graticcio dont les murs avaient été bien conservés dans la gangue de boue volcanique. Elle montrait des murs et une pièce en encorbellement sur la rue, construits en colombage formé d'une armature de poutres en bois dont les vides étaient remplis de maçonnerie en tout-venant (éléments en tuf ou en lave de taille différente constituant l’opus incertum). D'autres murs à l'étage de la cour intérieure montraient une variante de ce mode de construction : le remplissage n'était plus en maçonnerie, mais formé d'un lattis de roseaux enduit de mortier à la chaux.